# Пер Гинтер
Пер Гинтер (Хаген, Немачка, 5. фебруар 1988) је немачки кошаркаш. Игра на позицији плејмејкера, а тренутно наступа за Улм.

## Биографија
Наступао је за репрезентацију Немачке на Светском првенству 2010, као и на Европском првенству 2013 године.

## Успеси

### Појединачни
- Учесник Ол-стар утакмице Првенства Немачке (3): 2011, 2012, 2013.